# 행텐
행텐(영어: Hang Ten)은 미국의 의류 브랜드이다.
한편, 한국에서는 당초 서광에서 라이센스로 판매해 왔으나 IMF 사태가 터지면서 90년대 말 철수했다가 2001년 행텐 본사가 직접 관리하는 방식으로 국내시장에 재진출했다. 다만, 일본의 경우 산쿄 세이코가 본디부터 전담하였으나, 돌 푸드 컴퍼니의 아시아 유통 판매, 포장 전담권을 행사하고 있는 이토추 상사에 이미 매각한 바 있다.